# Mangua
Mangua là một chi nhện trong họ Physoglenidae.

## Các loài
- Mangua caswell Forster, 1990
- Mangua convoluta Forster, 1990
- Mangua flora Forster, 1990
- Mangua forsteri (Brignoli, 1983)
- Mangua gunni Forster, 1990
- Mangua hughsoni Forster, 1990
- Mangua kapiti Forster, 1990
- Mangua makarora Forster, 1990
- Mangua medialis Forster, 1990
- Mangua oparara Forster, 1990
- Mangua otira Forster, 1990
- Mangua paringa Forster, 1990
- Mangua sana Forster, 1990
- Mangua secunda Forster, 1990